# 絲狀病毒科
絲狀病毒科（学名：[Filoviridae] 错误：{{Lang}}：文本有斜体标记（帮助））是單股反鏈病毒目的一個科，其下病毒以脊椎動物為宿主，包含伊波拉病毒屬與馬爾堡病毒屬等6個屬。
病毒粒（Virion）具有複雜構造，具外套膜（envelope），核鞘（nucleocapsid），聚合酶複合體和基質（Matrix）。病毒粒包裹在外套膜中。病毒的外形呈絲狀，或具分支多形態，或U形，6形，或圓形（特別在純化後），病毒的直徑約80nm，可達14000nm長，純化出的病毒長度可能達790-970nm。表面有瘤狀突起的形狀，散布在脂質雙層膜中。

## 下级分类
本科包括以下属：
- 奎瓦病毒属 Cuevavirus
- 滇絲病毒屬 Dianlovirus
- Ebola-like viruses
- 伊波拉病毒屬 Ebolavirus
- Marburg-like viruses
- 馬爾堡病毒屬 Marburgvirus
- Striavirus
- Thamnovirus